# لانه‌کن دم‌نواری
لانه‌کن دم‌نواری (نام علمی: Apaloderma vittatum) نام یک گونه از سرده دلپذیرپوست‌ها است.